# Витилиго
 Витили́го (лат. vitiligo «накожная болезнь» от vitium «порок», «дефект», «изъян», «недостаток»); арх. песь — нарушение пигментации, выражающееся в исчезновении пигмента меланина на отдельных участках кожи. Предрасположенность к витилиго может наследоваться. Природа заболевания до конца не изучена.
Витилиго встречается в разных популяциях от 0,1% до 2% населения и более, чаще всего оно проявляется у людей возрастом от 10 до 30 лет.
Лекарственное лечение не останавливает развитие витилиго, препаратами и комбинированной терапией можно только выровнять тон кожи, частично вернуть утерянную пигментацию, можно также выполнить трансплантацию. Лечение назначают тем, кому витилиго ухудшает качество жизни по психологическим или социальным причинам, а косметические процедуры не подходят. Многим людям лечение не требуется.

## Описание

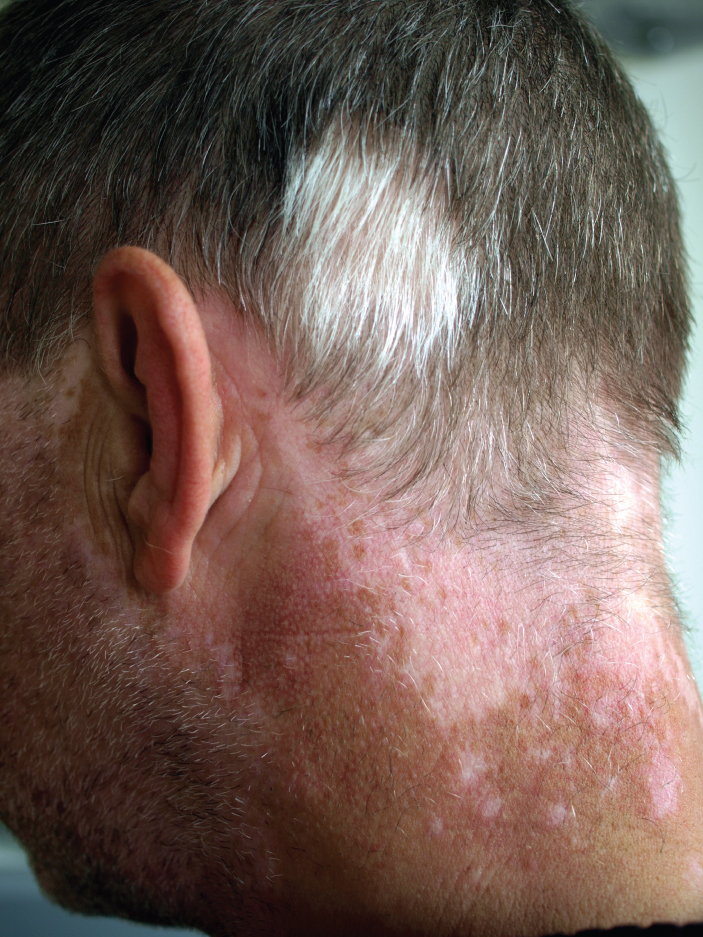
Витилиго с захватыванием кожи волосистой части головы, волосы на участке поражения обесцвечены

Витилиго на более светлой коже

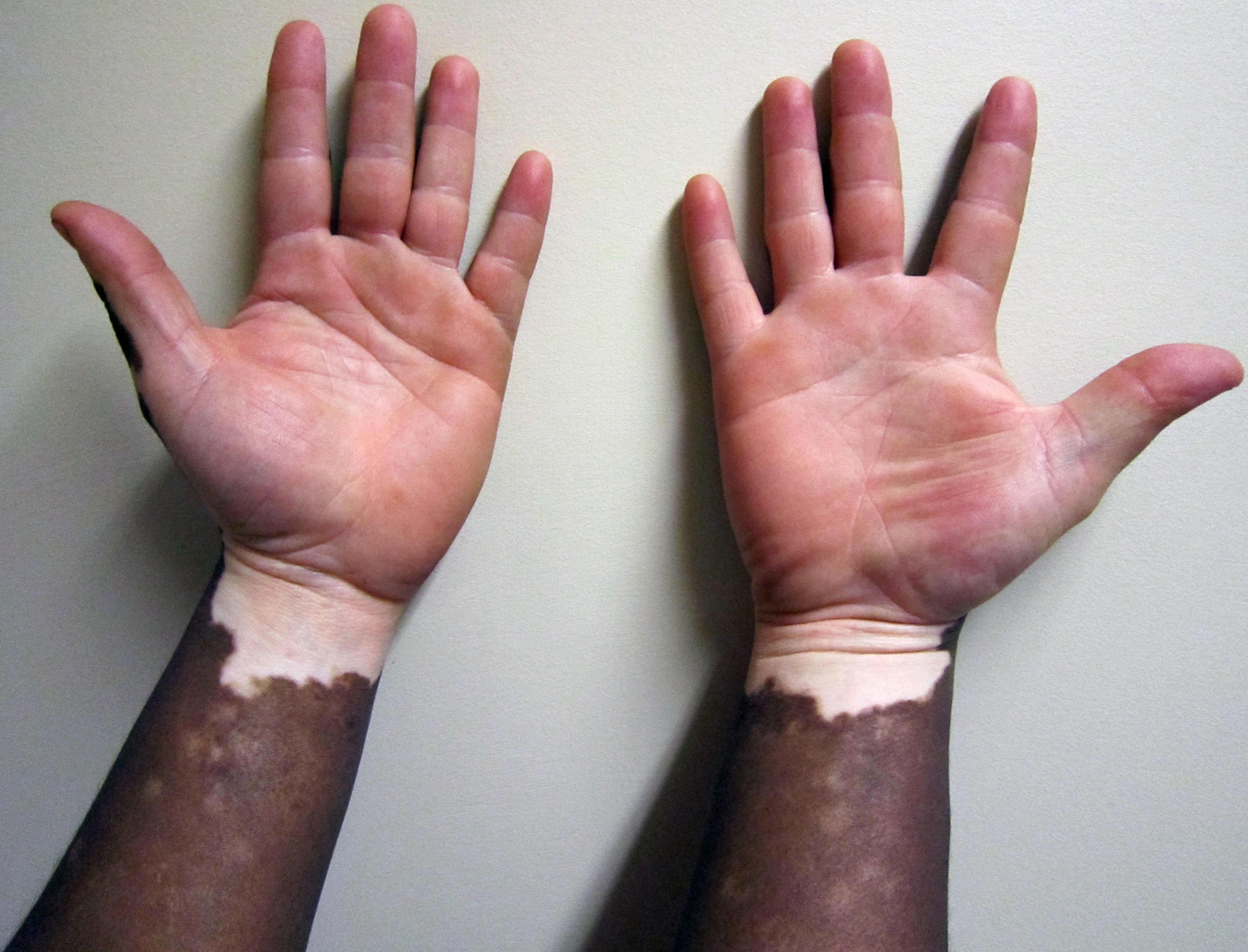
Витилиго на темной коже

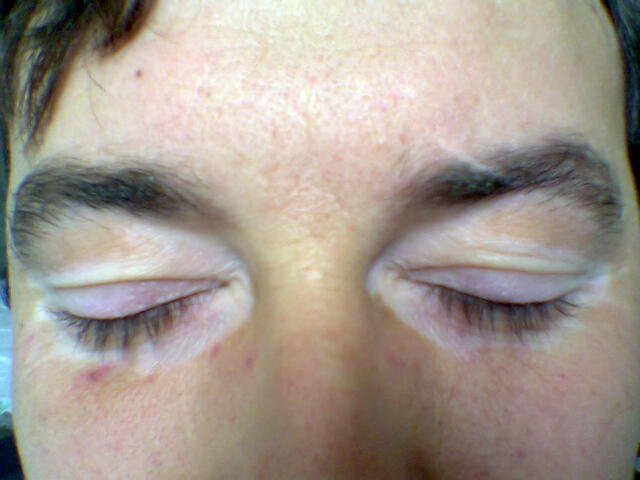
Витилиго на веках

Может начаться в любом возрасте, но чаще в молодом, с появления на неизменённой коже белых пятен различной величины и формы. Чаще всего эта болезнь проявляется в возрасте от 10 до 30 лет. Пятна постепенно увеличиваются в размерах, сливаются, образуя обширные участки бело-молочного цвета. Волосы на поражённых участках часто тоже обесцвечиваются. Очаги витилиго могут возникать на любом участке кожного покрова, но чаще всего на кистях, локтях, коленях — там, где кожа больше всего травмируется.
Субъективных ощущений у больных витилиго нет, и беспокоит оно больного лишь как косметический дефект. Отдельные пятна могут самопроизвольно исчезать. Больному следует избегать длительного пребывания на солнце, так как на загоревшей коже белые пятна выделяются сильнее, а незащищённые пигментом участки очень быстро «сгорают» до волдырей.
Большое значение в развитии витилиго имеют стрессовые состояния, хронические болезни внутренних органов, интоксикации, контактирование кожи с некоторыми синтетическими тканями, физическая травма (реакция Кёбнера). Ряд химических производств, особенно связанных с производными фенола (краски, резина, кабельная продукция), также провоцируют витилиго, которое в таких случаях чаще всего носит обратимый характер. То есть кожа сама собой восстанавливает пигмент, как только человек меняет место работы.

## Лечение
В настоящее время ещё не найдены надёжные методы лечения этого заболевания. Все лечебные мероприятия направлены на предупреждение появления новых пятен и уменьшение косметического дефекта.
Для лечения витилиго применяют антиоксиданты — препараты, которые борются со свободными радикалами, иммуномодуляторы — лекарственные средства, воздействующие на иммунную систему. Кроме этого применяют строго дозированное ультрафиолетовое облучение кожи: ПУВА-терапию, лазерное воздействие, наиболее щадящее и эффективное — узкополосный ультрафиолет 311 нм. Существуют и методы хирургического лечения, когда в очаг витилиго подсаживают искусственно выращенные клетки-меланоциты. Важно: каким бы образом ни был возвращён пигмент в те или иные очаги витилиго, нет никаких гарантий от их повторного обесцвечивания при сохранении исходных причин для потери пигмента.

## Факты
- Изменения в цвете кожи Майкла Джексона на протяжении его жизни вызваны именно витилиго. Его болезнь передалась старшему сыну Принсу Майклу Джозефу Джексону[5].
- У Артура Конан-Дойля есть рассказ «Побелевший воин»[6]. Раненый британский солдат переночевал в приюте для прокажённых, после возвращения домой на его коже появились белые пятна. Уверенный, что заразился проказой, он изолировался от общества. Однако врач, светило дерматологии, приглашённый Шерлоком Холмсом, определил что бывший офицер болен ихтиозом, называемым лже-проказой, поскольку симптомы весьма схожи.
- Канадская манекенщица Винни Харлоу, с детства страдает от нарушения пигментации, но болезнь не помешала исполнению мечты — стать моделью[7].